# Nycteris grandis
Nycteris grandis es una especie de murciélago de la familia Nycteridae.

## Distribución geográfica
Se encuentra en África occidental y África Central con una población separada en Tanzania Zambia Malaui y Mozambique.